# Inga Lindström: L'altra figlia
L'altra figlia (Die andere Tochter) è un film per la televisione del 2018 diretto da Stefanie Sycholt e facente parte del ciclo "Inga Lindström" (pseudonimo della sceneggiatrice Christiane Sadlo). È andato in onda in Germania su ZDF il 30 settembre 2018.

## Trama
Jetta, orfana di madre, ha abbandonato la sua carriera per assistere il padre Henrik, vecchio pescatore che sta perdendo la vista. Un giorno riceve una lettera in cui le viene comunicato che è stata scambiata alla nascita, e che le sue vere origini sono quelle di una ricca famiglia della zona, i Borgen. Quando però cerca di conoscere i suoi genitori biologici, viene bloccata dall'intervento di un avvocato, assunto dai suoi fratelli che non vogliono dividere con lei l'eredità.

## Distribuzione
Il film è stato distribuito anche in Spagna e in Italia, dove è stato trasmesso su Canale 5.